# Юрове
Ю́рове — село в Україні, в Коростенському районі Житомирської області. Входить до складу Олевської міської громади. Населення становить 721 особу.

## Географія
У селі річка Юрівка впадає у річку Уборть.

## Історія
Колишня назва — Юрова.
У 1906 році село  Юрівської волості Овруцького повіту Волинської губернії. Відстань від повітового міста 80. Дворів 179, мешканців 1079.
Під час організованого радянською владою Голодомору 1932—1933 років померло щонайменше 17 жителів села.
Колишній орган місцевого самоврядування — Юрівська сільська рада.

## Населення
Згідно з переписом УРСР 1989 року чисельність наявного населення села становила 887 осіб, з яких 398 чоловіків та 489 жінок.
За переписом населення України 2001 року в селі мешкали 722 особи.

### Мова
Розподіл населення за рідною мовою за даними перепису 2001 року:
| Мова       | Відсоток |
| ---------- | -------- |
| українська | 99,31 %  |
| російська  | 0,55 %   |
| білоруська | 0,14 %   |